# Cmentarz garnizonowy w Katowicach
Cmentarz garnizonowy w Katowicach − cmentarz wojskowy w Katowicach, znajdujący się pomiędzy ul. Meteorologów a ul. Ceglaną.
Cmentarz powstał w latach dwudziestych XX wieku, na miejscu dawnego cmentarza jeńców wojennych z 1917. Po stronie wschodniej, przy ogrodzeniu, w 1963 wzniesiono Pomnik Nieznanego Żołnierza i Powstańca Śląskiego. Obelisk umieszczono na jednostopniowej podstawie. Jest ona licowana płytami, wykonanymi z piaskowca.
Teren cmentarza ma nieregularny kształt, na dwie części dzieli go główna aleja. Miejsca pochówku oznaczono jednolitymi krzyżami. Wokół głównego placu znajdują się groby przywódców powstań śląskich. Na cmentarzu istnieje grób zbiorowy wojenny żołnierzy alianckich, z dużym krzyżem kamiennym oraz cztery kwatery mogił wojennych żołnierzy poległych w czasie I wojny światowej (tabliczki z nazwiskami).
Na cmentarzu spoczywają m.in.: Robert Oszek, Józef Alojzy Gawrych, Stanisław Mastalerz, Antoni Walczak (weteran powstania wielkopolskiego), Karol Orliński. Obecnie powierzchnia cmentarza wynosi 1,463 ha (w granicach ogrodzenia powierzchnia wynosi 1,2095).

## Galeria
| - Pomnik Nieznanego Żołnierza Polskiego i Powstańca Śląskiego - Fragment cmentarza garnizonowego - Grób wojenny żołnierzy alianckich zmarłych w niewoli niemieckiej |